# غوردون تومسون
غوردون تومسون (بالإنجليزية: Gordon Thomson)‏ هو ممثل كندي، ولد في 3 مارس 1945 في كندا.

## أعمال

### مسلسلات
- المربية
- بيفرلي هيلز 90210
- ديناستي

## وصلات خارجية
- غوردون تومسون على موقع IMDb (الإنجليزية)
- غوردون تومسون على موقع ألو سيني (الفرنسية)
- غوردون تومسون على موقع أول موفي (الإنجليزية)
- غوردون تومسون على موقع قاعدة بيانات الأفلام السويدية (السويدية)
- غوردون تومسون على موقع إن إن دي بي (الإنجليزية)
- غوردون تومسون على موقع قاعدة بيانات الفيلم (الإنجليزية)
- غوردون تومسون على موقع كينوبويسك (الروسية)